# Słubice (Powiat Płocki)
Słubice  ist ein Dorf und Sitz der gleichnamigen Gemeinde im Powiat Płocki der Woiwodschaft Masowien, Polen.

## Gemeinde
Zur Landgemeinde Słubice gehören folgende Ortschaften mit einem Schulzenamt:
Alfonsów
Budy
Grabowiec
Grzybów
Jamno
Juliszew-Sady
Łaziska
Nowosiadło
Nowy Wiączemin
Piotrkówek
Potok Biały
Rybaki
Słubice
Świniary
Wiączemin Polski
Wymyśle Polskie
Nowy Życk-Leonów
Życk Polski